# Hlava rodiny
Hlava rodiny či hlava rodu je historický a v některých případech též právní pojem, či jen obecné označení hlavního anebo nejvýznamnějšího představitele rodiny.

## Vymezení pojmu
Hlavou rodiny byl obvykle (nejstarší) muž, uplatňující rodičovskou/otcovskou moc a zpravidla jako jediný měl právo nebo přednost při podepisování rodinných smluv. Byl patriarchou rodiny v tom smyslu, že v něm nacházela svou jednotu.
Ve většině západních právních systémů před významnými právními reformami v 70. letech 20. století, které uznávaly rovnost žen v manželství jako manželky a matky, byl hlavou rodiny otec.
Postavení hlavy rodiny bylo výsledkem spojení dvou pravomocí historicky daných mužům zákonem: právo manžela nebo též kuvertura (postavení ženy v ekonomickém opatrovnictví manžela) a otcovská moc (kdy rodičovských práv požívá pouze otec).
V mnoha zemích bylo právo manžela zrušeno dlouho před otcovskou mocí, takže došlo k přechodnému historickému období, kdy manžel nevykonával ekonomické opatrovnictví nad svou manželkou, ale přesto pokračoval v uplatňování nerovné moci z pozice otce.

### Hlava rodu
V historicko-společenském významu se tento termín často používá v prostředí šlechtických rodů, kdy se hlavou rodu rozumí hlavní představitel rodu (ve francouzštině se užívá spojení chef de famille , srov. výraz familiant, starší české označení hlavy rodiny). Tím bývá zpravidla nejstarší muž rodu (srov. stařešina), či jeho nejstarší syn.